# زمینگان
در زمین‌شناسی، زمینگان (انگلیسی: Terrane) به قطعه‌ای از پوسته گفته می‌شود که بر روی یک صفحه زمین‌ساختی تشکیل یا از آن جدا شده و بر اثر برافزایش یا تشکیل زمین‌درز در پوسته، بر روی یک صفحه زمین‌ساختی دیگر قرار گرفته‌است. قطعه یا بلوک پوسته‌ای، تاریخ زمین‌شناسی متمایز خود که با مناطق اطراف متفاوت است را حفظ می‌کند. زون زمین‌درزی میان یک زمینگان و پوسته، معمولاً به صورت یک گسل قابل شناسایی است. نهشته‌هاای رسوبی که محل تماس زمین با سنگ مجاور را مدفون می‌کند را سازند همپوشانی می‌نامند. توده نفوذی آذرینی که تماس زمین با سنگ مجاور را تحت تأثیر قرار داده و آن را مخفی کرده‌است، توده اتصال یا دوخت (stitching pluton) نامیده می‌شود.